# دان كرينشاو
دان كرينشاو (بالإنجليزية: Dan Crenshaw)‏ هو عسكري أمريكي، ولد في 14 مارس 1984 في أبردين في المملكة المتحدة.

## وصلات خارجية
- الموقع الرسمي